# Леммерер, Гюнтер
Гю́нтер Ле́ммерер (нем. Günther Lemmerer; 4 апреля 1952, Грац) — австрийский саночник, выступал за сборную Австрии в начале 1970-х — середине 1980-х годов. Участник двух зимних Олимпийских игр, чемпион Европы, трёхкратный обладатель Кубка мира, призёр многих международных турниров и национальных первенств. Также известен как тренер и спортивный функционер.

## Биография
Гюнтер Леммерер родился 4 апреля 1952 года в Граце. В молодости перебрался на постоянное жительство в Инсбрук и присоединился к местному санно-бобслейному клубу «Игльс», где вскоре освоил профессию саночника. На международной арене дебютировал в возрасте семнадцати лет, на юниорском чемпионате Европы в Чехословакии в двойках сразу же выиграл бронзовую медаль. На волне успеха побывал и на взрослом европейском первенстве в Имсте, однако здесь ему явно не хватило соревновательного опыта — лишь тридцать первое место. В 1972 году финишировал восьмым в двойках на чемпионате Европы в немецком Кёнигсзе, ещё через год на чемпионате Европы в том же Кёнигсзе был двадцать пятым и тринадцатым на одноместных и двухместных санях соответственно. Также в этом сезоне впервые выступил на чемпионате мира, на трассе в Оберхофе показал сорок восьмой результат в одиночном разряде и девятнадцатый в парном.
В 1974 году Леммерер вновь представлял страну на крупнейших международных чемпионатах, но ни на одном из них ни разу не попал в число призёров (ближе всего подобрался к медальным позициям на первенстве мира, когда в двойках финишировал седьмым). В следующем сезоне ситуация повторилась. Он пытался пройти отбор на домашние Олимпийские игры 1976 года в Инсбрук, но из-за сильной конкуренции в команде не смог этого сделать. Поскольку в двойках у него результаты были значительно лучше, чем в одиночках, в дальнейшем Леммерер решил сконцентрировать все усилия на парной программе, при этом его новым партнёром стал саночник Райнхольд Зульцбахер.
На чемпионате Европы 1977 года в Кёнигсзе они с Зульцбахером закрыли десятку сильнейших, тогда как на первенстве мира в родном Игльсе пришли к финишу восьмыми. В общем зачёте впервые проведённого Кубка мира расположились на пятой строке, а на главных стартах сезона, чемпионатах мира и Европы, уверенно обосновались в десятке лучших. В сезоне 1979/80 австриец стал обладателем Кубка мира в двойках и благодаря череде удачных выступлений удостоился права защищать честь страны на зимних Олимпийских играх в Лейк-Плэсиде — они с Зульцбахером планировали побороться здесь за медали, но в итоге заняли лишь девятое место. Через год они вновь выиграли мировой кубок и финишировали четвёртыми на чемпионате мира в Хаммарстранде. В сезоне 1981/1982 в третий раз подряд завоевали Кубок мира, подтвердив тем самым статус лучших саночников на планете. Помимо этого, одержали победу на чемпионате Европы в немецком Винтерберге.
В 1983 году Зульцбахер завершил карьеру спортсмена, и новым напарником Леммерера стал молодой Франц Лехляйтнер. Вместе они расположились на шестой строке зачёта Кубка мира, финишировали восьмыми на чемпионате Европы в итальянской Вальдаоре. Оставаясь лидерами австрийской национальной сборной, прошли квалификацию на Олимпиаду 1984 года в Сараево, впоследствии заняли здесь пятое место, немного не дотянув до призовых позиций. Вскоре после этих соревнований Гюнтер Леммерер принял решение завершить карьеру профессионального спортсмена. Позже он устроился работать тренером в Международную федерацию санного спорта, занимался продвижением санного спорта в такие экзотические страны как Греция, Новая Зеландия, Южная Корея, Тайвань, Бермуды, Индия и Сомали. Как результат, некоторые представители этих экспериментальных сборных выступили на Олимпийских играх 1998 года в Нагано, хотя на медали они по понятным причинам не претендовали.